# Zebrina detrita
Bulime zébré, Bulime radié
Espèce
Synonymes
- Buliminus detritus croaticus Kormos, 1906[1]
- Buliminus detritus (O. F. Müller, 1774)[1]
- Bulimus radiatus Bruguière, 1789[1]
- Glischrus (Bulinus) radiatus S. Studer, 1820[1]
- Helix detrita O. F. Müller, 1774[1]
- Zebrina (Zebrina) detrita (O. F. Müller, 1774)[1]

Statut de conservation UICN

LC : Préoccupation mineure
Zebrina detrita, communément appelé le Bulime zébré ou le Bulime radié, est une espèce de mollusques gastéropodes stylommatophores terrestres de la famille des Enidae.

## Systématique
L'espèce Zebrina detrita a été initialement décrite en 1874 par le zoologiste danois Otto Friedrich Müller (1730-1784) sous le protonyme d’Helix detrita.

## Description
Sa coquille est conique, assez grande (de 12 à 25 mm de long), lisse, blanche, blanc crème, avec de rayures grisâtre à brunâtre plus ou moins marquées. Le péristome est blanc, épaissi et légèrement réfléchi. L'ouverture est sans dent. 

## Répartition
Régions méditerranéennes de l'Europe, France et Sud de l'Allemagne jusqu'en Iran.

## Habitats
Emplacements secs et ensoleillés, sur calcaire, jusqu'à 1 600 m d'altitude.

## Liste des sous-espèces
Selon World Register of Marine Species (27 décembre 2021) :
- sous-espèce Zebrina detrita detrita (O. F. Müller, 1774)
- sous-espèce Zebrina detrita sallake Fehér & Erőss, 2009

## Galerie

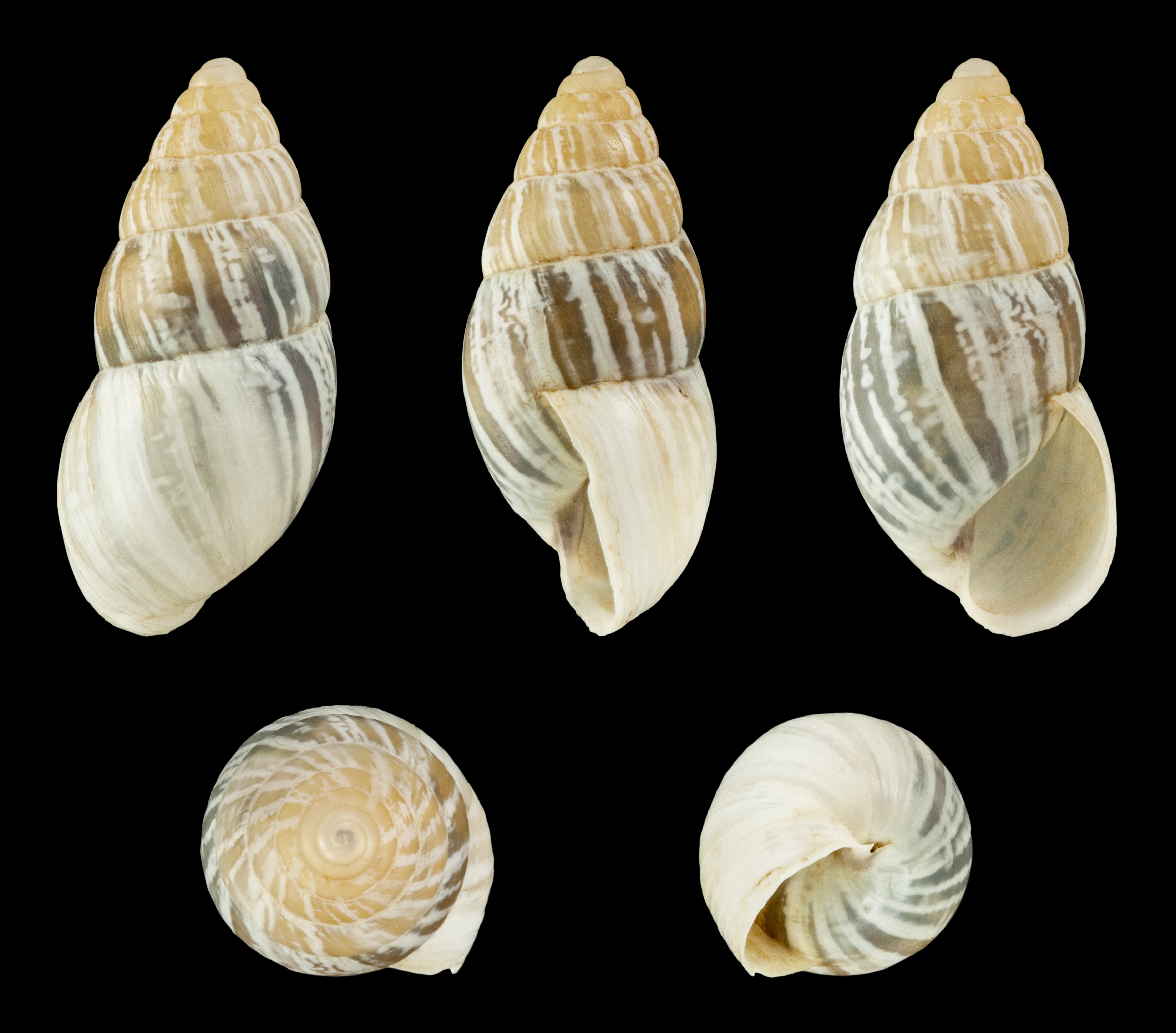
Zebrina detrita, forme à rayures.
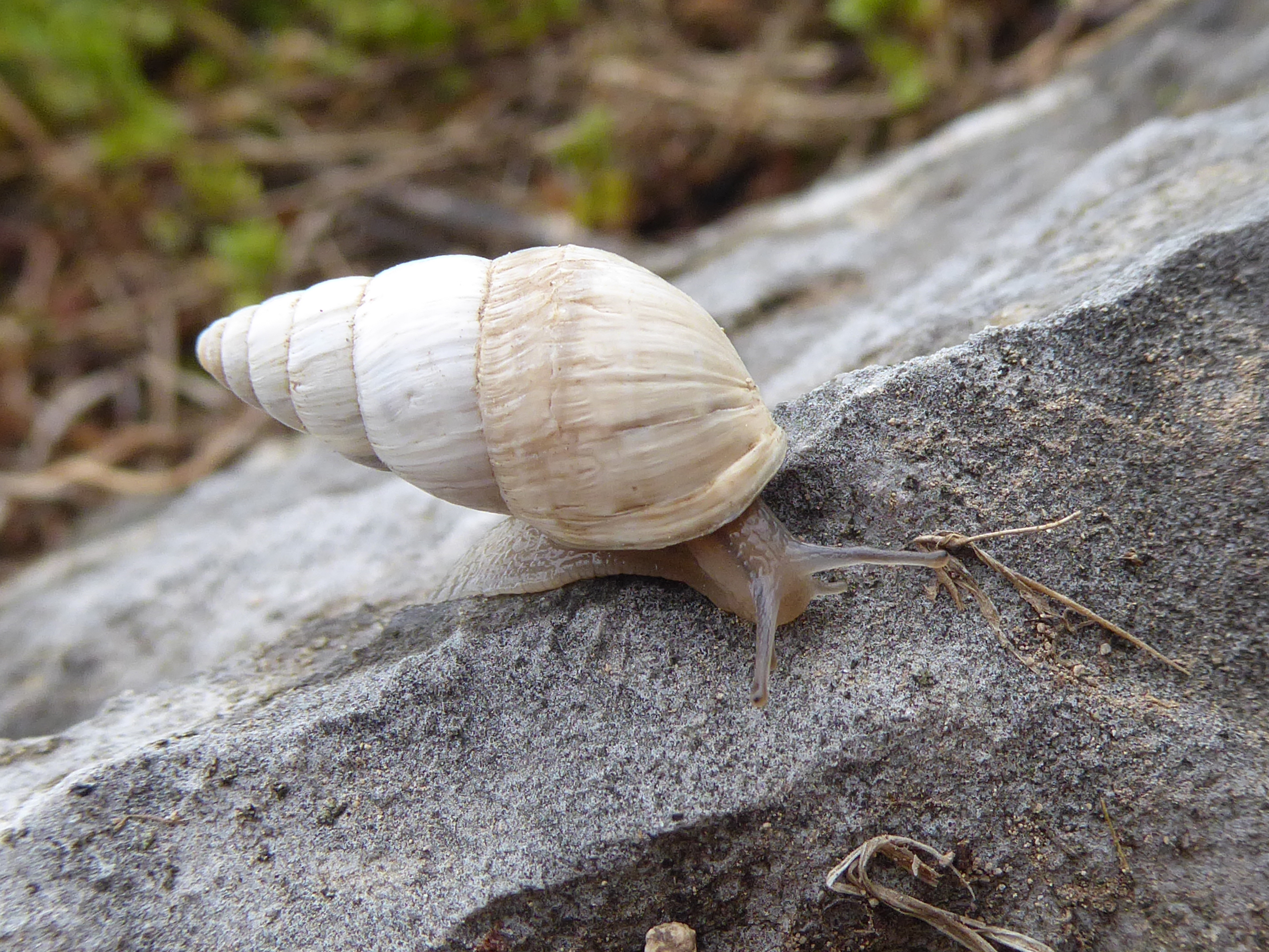
Animal vivant.
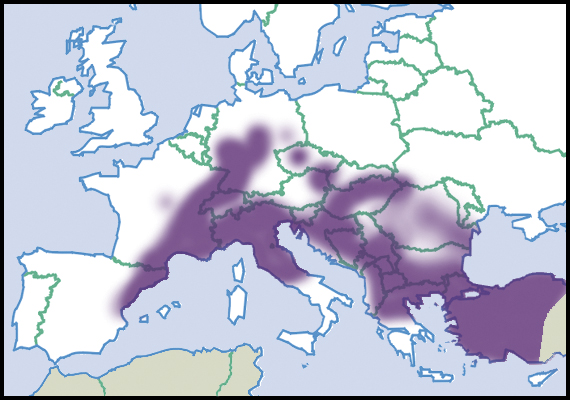
Répartition européenne (2012).